# Bryconamericus carlosi
Bryconamericus carlosi är en fiskart som beskrevs av Román-valencia 2003. Bryconamericus carlosi ingår i släktet Bryconamericus och familjen Characidae. Inga underarter finns listade.